# A League of Their Own
A League of Their Own is een Amerikaanse speelfilm uit 1992 van regisseuse Penny Marshall. Het uitgangspunt van de productie is gebaseerd op een ware gebeurtenis tijdens de Tweede Wereldoorlog, de verhaallijn is fictie. De film werd genomineerd voor onder meer twee Golden Globes.

## Verhaal
Omdat in 1943 een groot deel van de sterren uit de hoogste Amerikaanse honkbalcompetities in de Tweede Wereldoorlog aan het vechten is, wil Walter Harvey (Garry Marshall) een topcompetitie voor vrouwen opzetten (de tussen 1943 en 1954 echt bestaande All-American Girls Professional Baseball League). Scout Ernie Capadino (Jon Lovitz) vindt op het platteland twee spelers in de vorm van de zussen Dottie Hinson (Geena Davis) en Kit Keller (Lori Petty). Samen met onder meer Marla Hooch (Megan Cavanagh), Doris Murphy (Rosie O'Donnell) en Mae Mordabito (Madonna) gaan ze deel uitmaken van de Rockford Peaches onder leiding van de stevig drinkende voormalig prof Jimmy Dugan (Tom Hanks).
Tot veler verrassing en ondanks veel cynisme van de wereld om de vrouwen heen, slaat de nieuwe competitie aan. In de tussentijd ontstaat niettemin wrevel tussen Hinson en haar jongere zus Keller, die het idee heeft dat ze net als thuis in de schaduw van haar zus staat. Om de lieve vrede te bewaren, vraagt Hinson of ze overgeplaatst kan worden naar een ander team. In plaats daarvan wordt echter Keller in de ploeg van de Racine Belles gezet, waarop die denkt dat haar zus daar achter zit. De zusterliefde slaat om in een harde concurrentie, met name van de kant van Keller, die wil bewijzen dat ze ook in haar eentje haar mannetje staat.

## Rolverdeling

### Rockford Peaches
| Acteur                      | Personage                                                                          |
| --------------------------- | ---------------------------------------------------------------------------------- |
| Tom Hanks                   | Jimmy Dugan (manager)                                                              |
| Geena Davis                 | Dorothy "Dottie" Hinson (# 8, catcher / assistent-manager)                         |
| Lynn Cartwright             | oudere Dottie                                                                      |
| Madonna                     | "All the Way" Mae Mordabito (# 5, middenveld)                                      |
| Eunice Anderson             | oudere Mae                                                                         |
| Lori Petty                  | Kit Keller (# 23, werper)                                                          |
| Kathleen Butler             | Oudere Kit                                                                         |
| Rosie O'Donnell             | Doris Murphy (# 22, derde honk)                                                    |
| Vera Johnson                | oudere Doris                                                                       |
| Anne Ramsay                 | Helen Haley (#15, eerste honk)                                                     |
| Barbara Pilavin             | oudere Helen                                                                       |
| Megan Cavanagh              | Marla Hooch (# 32, tweede honk)                                                    |
| Patricia Wilson             | oudere Marla                                                                       |
| Freddie Simpson             | Ellen Sue Gotlander (#1, korte stop/pitcher)                                       |
| Eugenia McLin               | oudere Ellen Sue                                                                   |
| Tracy Reiner                | Betty "Spaghetti" Horn (# 7, linkerveld / hulpwaterkruik)                          |
| Betty Miller                | oudere Betty                                                                       |
| Bitty Schram                | Evelyn Gardner (# 17, rechterveld)                                                 |
| Renée Coleman (gecrediteerd | Renee Coleman) - Alice "Skeeter" Gaspers (# 18, linkerveld / middenveld / catcher) |
| Shirley Burkovich           | oudere Alice                                                                       |
| Ann Cusack                  | Shirley Baker (# 11, linkerveld)                                                   |
| Barbara Erwin               | oudere Shirley                                                                     |
| Robin Knight                | Linda "Beans" Babbitt (korte stop)                                                 |
| Patti Pelton                | Marbleann Wilkinson (tweede honk)                                                  |
| Kelli Simpkins              | Beverly Dixon (# 4, outfield)                                                      |
| Connie Pounds-Taylor        | Connie Calhoun (Outfield)                                                          |

### Anderen
| Acteur             | Personage                                                                            |
| ------------------ | ------------------------------------------------------------------------------------ |
| Jon Lovitz         | Ernie Capadino, AAGPBL-scout                                                         |
| David Strathairn   | Ira Lowenstein, algemeen directeur van AAGPBL                                        |
| Marvin Einhorn     | Oudere Ira                                                                           |
| Garry Marshall     | Walter Harvey, candybar-magnaat en AAGPBL-oprichter (gebaseerd op Philip K. Wrigley) |
| Julie Croteau      | Helen Haley (honkbaldubbel voor Anne Ramsay)                                         |
| Bill Pullman       | Bob Hinson, de echtgenoot van Dottie                                                 |
| Janet Jones        | Racine-werper                                                                        |
| Téa Leoni          | eerste honk van Racine                                                               |
| Don S. Davis       | Charlie Collins, Racine-manager                                                      |
| Eddie Jones        | Dave Hooch, Marla's vader                                                            |
| Justin Scheller    | Stillwell Gardner, de zoon van Evelyn                                                |
| Mark Holton        | oudere Stillwell                                                                     |
| Pauline Brailsford | Miss Cuthburt, Rockford chaperonne                                                   |
| Rae Allen          | Ma Keller                                                                            |
| DeLisa Chinn-Tyler | de zwarte vrouw die de bal teruggooide naar Davis in een iconische scène             |

## Muziek
De originele filmmuziek werd gecomponeerd door Hans Zimmer. Madonna verzorgde het aftitelingnummer "This Used to Be My Playground", dat ze mee schreef, van de film.

## Prijzen en nominaties
De belangrijkste:
| Jaar | Prijs         | Categorie                                                             | Genomineerde(n)                                               | Uitslag     |
| ---- | ------------- | --------------------------------------------------------------------- | ------------------------------------------------------------- | ----------- |
| 1993 | Golden Globe  | Beste actrice in een komische of muzikale film                        | Geena Davis                                                   | Genomineerd |
| 1993 | Golden Globe  | Beste filmsong                                                        | Madonna & Shep Pettibone voor "This Used to Be My Playground" | Genomineerd |
| 1993 | Grammy Awards | Best Song Written Specifically for a Motion Picture or for Television | Carole King voor "Now and Forever"                            | Genomineerd |

## Trivia
- Wanneer de aftiteling loopt zijn de beeltenissen te zien van de Hall of Fame waarin de echte speelsters uit '43-'54 zijn opgenomen.
- Het personage Dottie Hinson is gebaseerd op de echte Dottie Collins, een van de sterren van de All-American Girls Professional Baseball League.
- Acteur Marshall (Walter Harvey) is de broer van de regisseuse, die ook haar dochter Tracy Reiner (Betty Spaghetti) een rolletje gaf.
- Kelly Candaele was een van de schrijvers van de film. Zijn moeder speelde in de echte competitie waar A League of Their Own op gebaseerd is.

- Biblioteca Nacional de España: XX3720008
- Bibliothèque nationale de France: cb14291140p (data)
- Virtual International Authority File: 277144783141951985770